# ATC-kod A05: Gallsyror och koleretika
ATC-kod A05: Gallsyror och koleretika är en del av klassificeringssystemet ATC (Anatomical Therapeutic Chemical Classification System) för läkemedel och vissa andra medicinska produkter. ATC utvecklas av WHO och består av alfanumeriska koder indelade i grupper utifrån anatomi, medicinsk funktion och läkemedelstyp på 5 olika kodnivåer. Denna sida utgör innehållet i en specifik grupp på nivå 2.

## A05A Gallsyror och koleretika

### A05AA Gallsyror
A05AA01 Chenodeoxycholsyra
A05AA02 Ursodeoxycholsyra

### A05AB Medel för behandling av sjukdomar i gallvägarna
A05AB01 Nikotinylmetylamid

### A05AX Övriga
A05AX01 Piprozolin
A05AX02 Hymekromon
A05AX03 Cyklobutyrol

## A05B Leverterapi

### A05BA Koleretika
A05BA01 Argininglutamat
A05BA03 Silymarin
A05BA04 Citiolon
A05BA05 Epomediol
A05BA06 Ornithinoxoglurat
A05BA07 Tidiacic arginin

### Engelska
- WHO Collaborating Centre for Drug Statistics Methodology - ATC Index
- WHO Collaborating Centre for Drug Statistics Methodology - ATCvet Index

### Svenska
- SIL online
- FASS.se - ATC
- FASS.se - Veterinär-ATC
- Sök läkemedelsfakta - Läkemedelsverket
- Socialstyrelsen : Klassifikationer
- Nationellt produktregister för läkemedel - NPL